# Leyritz-Moncassin
Leyritz-Moncassin is een gemeente in het Franse departement Lot-et-Garonne (regio Nouvelle-Aquitaine) en telt 217 inwoners (1999). De plaats maakt deel uit van het arrondissement Nérac.

## Geografie
De oppervlakte van Leyritz-Moncassin bedraagt 20,9 km², de bevolkingsdichtheid is 10,4 inwoners per km².
De onderstaande kaart toont de ligging van Leyritz-Moncassin met de belangrijkste infrastructuur en aangrenzende gemeenten.

## Demografie
Onderstaande figuur toont het verloop van het inwonertal (bron: INSEE-tellingen).